# Alysia coxalis
Alysia coxalis är en stekelart som först beskrevs av William Harris Ashmead 1902.  Alysia coxalis ingår i släktet Alysia och familjen bracksteklar. Arten är reproducerande i Sverige. Inga underarter finns listade i Catalogue of Life.